# Strada di Parigi in un giorno di pioggia
Strada di Parigi in un giorno di pioggia (Rue de Paris, temps de pluie) è un dipinto del pittore francese Gustave Caillebotte, realizzato nel 1877 e conservato all'Art Institute of Chicago.

## Descrizione

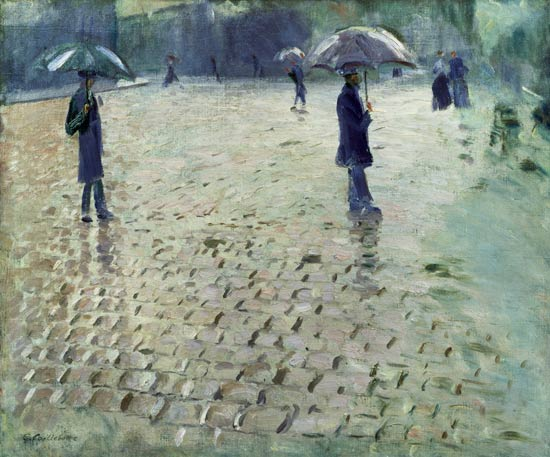
Gustave Caillebotte, Rue de Paris, giorno di pioggia (studio) (1877)

Con Gustave Caillebotte la luce impressionista, dopo aver attraversato per anni le verdeggianti campagne dell'Île-de-France, si è spostata nella realtà urbana della grande Parigi. I contenuti di Strada di Parigi in un giorno di pioggia sono icasticamente riassunti dal titolo stesso: è un freddo pomeriggio invernale e la haute bourgeoisie è in transito nella giungla urbana parigina.
Si tratta questo di un dipinto pregevole per molteplici motivi. Partiamo dal contesto urbanistico: a essere raffigurato, infatti, è l'incrocio tra rue de Moscou, rue Clapeyron e rue de Turin - la strada che, partendo dal primo piano, si disperde nello sfondo. Oggi quest'intersezione viaria, collocata a pochissima distanza dalla stazione di Saint Lazare, altro luogo assiduamente dipinto dagli Impressionisti, prende il nome di place de Dublin.  È importante osservare come le sopraccitate arterie stradali siano il frutto delle imponenti innovazioni del tessuto cittadino volute da Napoleone III e orchestrate da Georges Eugène Haussmann, il barone che al labirintico intrico di strade medievali ha sovrapposto un'efficiente maglia di viali larghi e rettilinei, i boulevard, per l'appunto. Pur suscitando lo sdegno di molti pensatori ed intellettuali (si pensi a Charles Baudelaire) l'intervento haussmanniano seppe conferire a Parigi una fisionomia più compiuta e monumentale, con la costruzione di strade e piazze piene di luce, di aria, di lampioni elettrici (importante novità per l'epoca), di modernità: sono gli spazi urbani visibili proprio in questo dipinto, che in questo modo si configura come una preziosa «fotografia» del tumultuoso riassetto metropolitano che, nell'Ottocento, aveva coinvolto non solo Parigi, ma tutte le maggiori città europee. Strada di Parigi in un giorno di pioggia, in effetti, concede ampi spazi all'acciottolato umido della carreggiata, o alla lanterna che, divampando nel cielo foriero di burrasca, divide la composizione geometricamente, in due parti uguali. Le qualità fotografiche dell'opera, che come già accennato è un eccezionale documento figurativo della vita parigina di fine Ottocento, sono notevoli: si osservi il taglio compositivo, con i soggetti che fuoriescono dallo spazio pittorico.

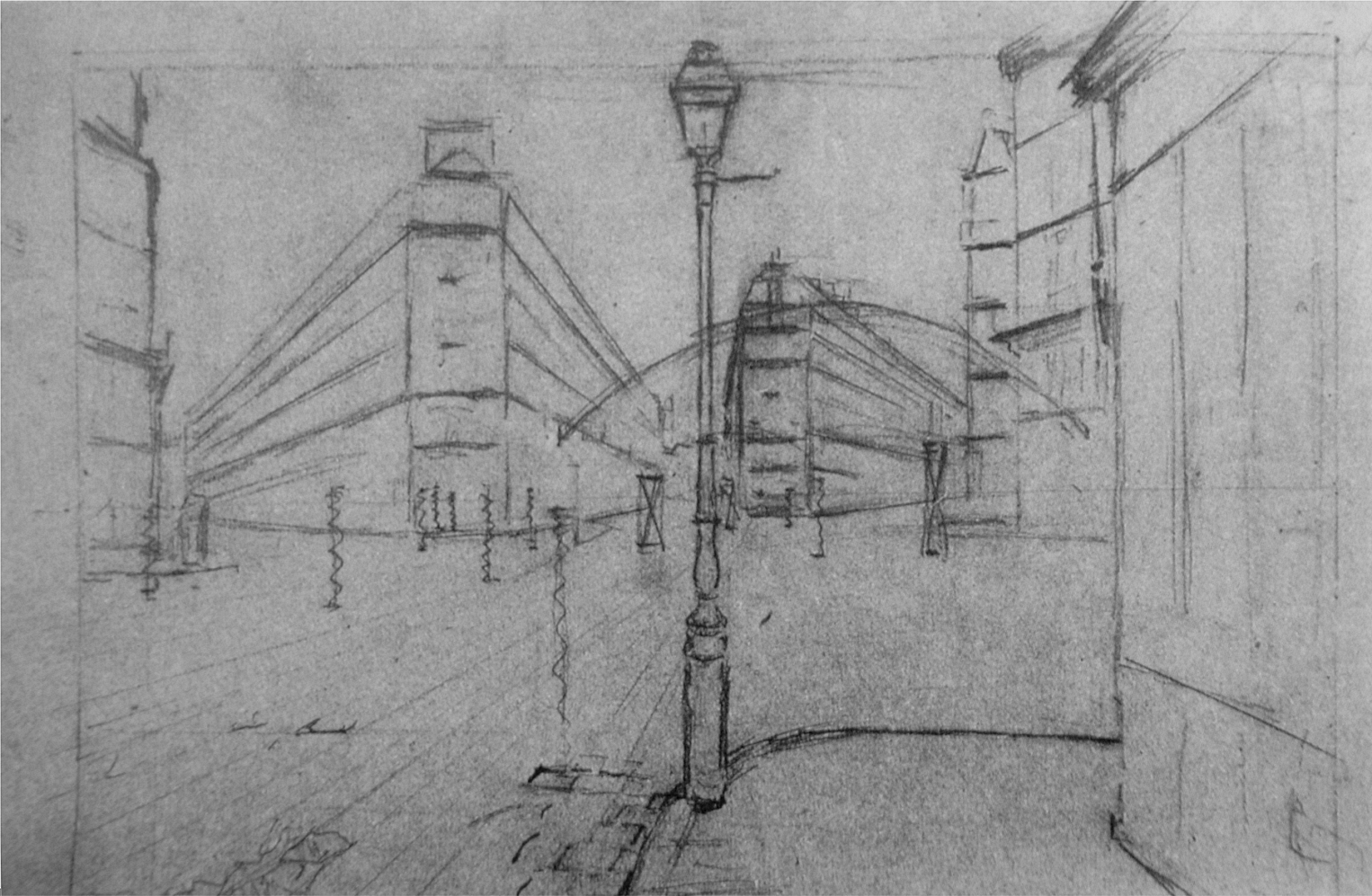
Abbozzo compositivo dell'opera

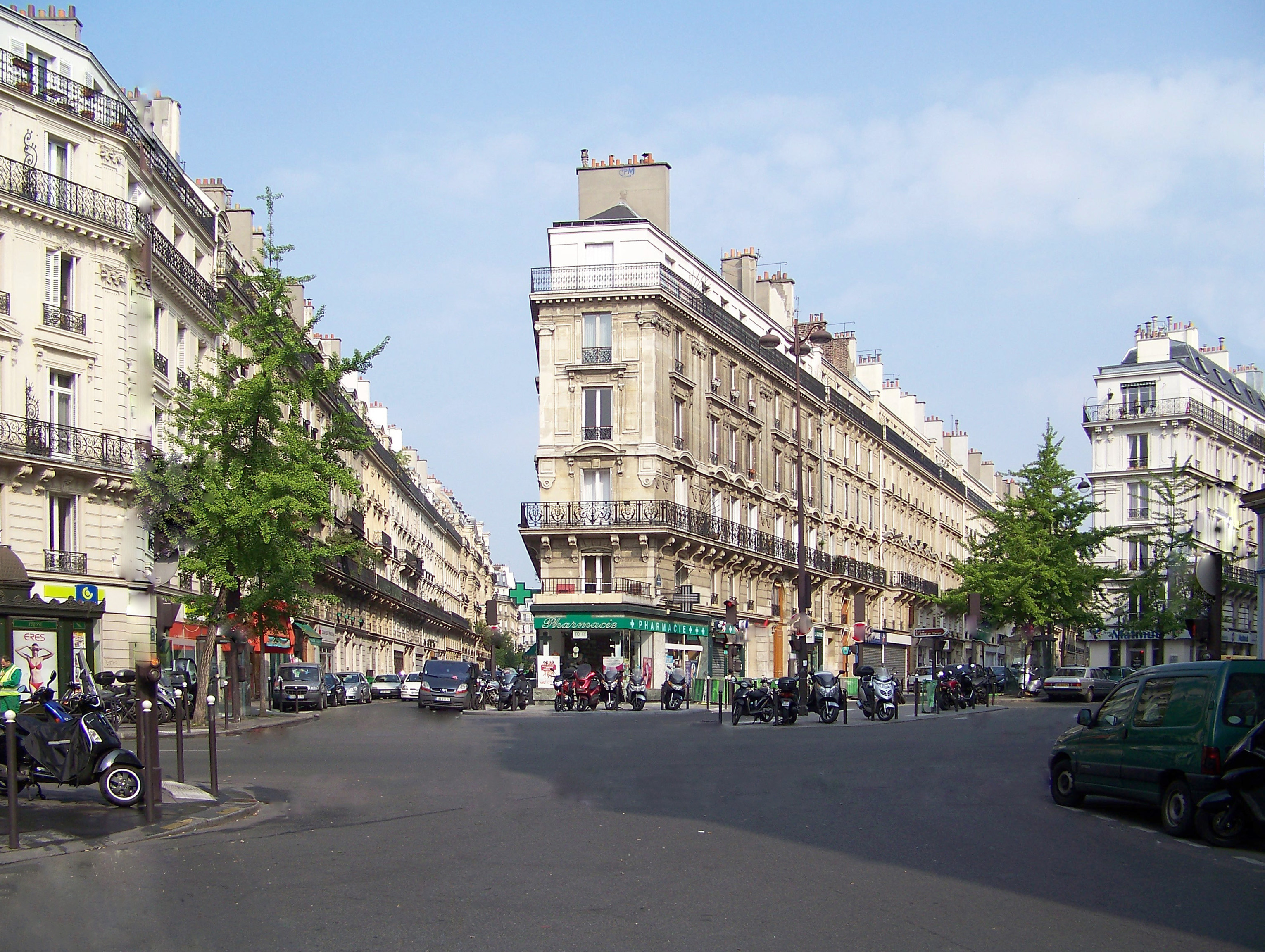
Place de Dublin in una foto scattata nel 2010, centotrentatré anni dopo la realizzazione di Strada di Parigi in un giorno di pioggia

Questa tela, tuttavia, non vuole limitarsi a decantare il vestito scintillante, severo e signorile assunto da Parigi dopo la riorganizzazione urbanistica promossa da Haussmann: con il suo pennello, infatti, Caillebotte intende anche descrivere, senza ometterne le luci e le ombre, la progressiva affermazione sociale della borghesia, quella stessa borghesia alla quale egli apparteneva di diritto. L'idillio metropolitano nel quale il pittore sarebbe potuto precipitare stucchevolmente, tuttavia, in quest'opera si esaurisce in un'immagine che è tutt'altro che è conviviale: la quasi totalità dei borghesi ritratti nell'opera infatti è freneticamente isolata in sé stessa e conserva gli atteggiamenti del passante, con il naso rivolto verso il basso, immersi come sono nei loro pensieri, tutti diretti verso casa o al lavoro. Sembrerebbe quasi che gli ombrelli sono aperti non solo per ripararsi dalla pioggia, ma anche dagli sguardi della folla che corre. La place de Dublin, nonostante il suo aspetto patinato, non è dunque uno spazio di aggregazione e di socializzazione: la vita non si insinua negli angoli, nei marciapiedi di questa Parigi piovosa, dove milioni di individualità solitarie s'incontrano precariamente senza entrare in relazione tra di loro. Caillebotte, in un certo senso, inventa pittoricamente quei «non-luoghi» che, nella fine del Novecento, saranno oggetto di una profonda formulazione filosofica da parte dell'antropologo francese Marc Augé. La vera protagonista del dipinto è insomma la solitudine urbana del borghese, il quale, essendo «costretto nelle maglie rigide delle regole che gli impone il suo status sociale» (Prete), è oppresso da un profondo sconforto e avvilimento psicologico e perciò si sente disgustato dalla sua esistenza: prova, in altre parole, quello spleen che Charles Baudelaire aveva genialmente cantato in una poesia omonima de I fiori del male.
Ad apprezzare il fascino piovoso di questa Parigi invernale sembra esserci solo la coppia in primo piano: lei indossa un cappellino à la page, un luminosissimo orecchino di perla, una giacca guarnita con l'ermellino («squisitamente moderna, o dovrei dire all'ultima moda» commentò un critico nel 1877) e un pudico velo che la distanzia dall'osservatore, mentre lui calza un'elegante tuba, un cappotto a tunica, dei pantaloni grigio tortora e l'immancabile papillon. La loro attenzione è catturata da un evento che si svolge al di fuori dello spazio pittorico, e i due non fanno affatto attenzione a quello che succede intorno a loro: se il punto di vista del dipinto corrispondesse ad un ulteriore passante, poi, lo scontro sarebbe quasi inevitabile!